# Marc Antoni Orellana i Mojolí
Marc Antoni Orellana i Mojolí (València, 1731 - 1813) fou un destacat erudit, escriptor i advocat valencià.

## Vida
Va néixer en el si d’una família d'origen castellà, que provenia de la localitat d'Orellana, actual província de Badajoz. Va estudiar filosofia i dret a la Universitat de València i es va doctorar a la Universitat de Gandia. Va exercir com a advocat a Cadis i a Madrid, on va ser nomenat advocat dels Consells Reials. Anys més tard, cap al 1780, es retirà a València, on es va dedicar als estudis històrics i d’erudició, així com a la literatura. L’any 1799 va arribar a ser advocat de la Reial Audiència de València. Va pertànyer a l’Acadèmia Matritense de la Llengua Latina; va ser acadèmic de Sant Ferran i de Sant Carles i aplegà una col·lecció pictòrica molt extensa. 
Escrigué un gran nombre d'obres literàries. La majoria d’obres, però, es van conservar manuscrites i no es van publicar fins al segle xx. És per això mateix, doncs, que no va tenir especial èxit durant el Plantilla:Segle XIX, ja que encara no es coneixien les seves obres i, en canvi, al segle XX la seva influència es va començar a fer més notable, sobretot per part dels historiadors interessats en la ciutat i l’art valencià i pels filòlegs que volien prendre testimoni d’Orellana com a reivindicador de l’ús de la llengua catalana en la cultura, enmig de la societat plenament castellanitzada que vivia el segle xviii. 

## Els inicis del secessionisme lingüístic
Es pot considerar que aquest autor pertany al grup valencià anterior a la Renaixença perquè preveu la decadència idiomàtica que viu el valencià en la seva època. Així doncs, si per alguna cosa es coneix aquest autor valencià, és perquè va ser el primer ideòleg del secessionisme lingüístic valencià respecte la llengua catalana, seguint les idees del jurista valencià del segle xvii Llorenç Matheu i Sanç. Si bé Orellana justificava que el valencià tenia un tronc idiomàtic comú amb Catalunya i les Illes Balears, assegurava que el valencià provenia de l’antic llemosí. Considerava que el llemosí era la llengua històrica origen de la llengua coetània valenciana i defensava amb fermesa la idea de la independència lingüística del valencià respecte del català, tal com ho feia Matheu i Sanç. D’alguna manera, la seva ideologia lingüística es pot explicar pel fet es deia que Orellana estava ancorat en un fort localisme envers la seva terra i, fins i tot, es trobava aïllat dels cercles intel·lectuals de l’època.

## Temàtiques principals de les seves obres
Durant la seva vida, va escriure de manera regular un gran nombre de relats i obres. Aquest autor valencià parlava, generalment, dels següents temes en els seus relats: el valencià (tema molt recurrent), la història del Regne de València, costums, usos i tradicions valencianes, fauna, flora, música, proverbis, efemèrides i numismàtica sobre la seva terra natal. El fet que parlés de temes tan diversos en els seus escrits fa que el conjunt de la seva obra tingui una impressió força heterogènia i amb poc ordre.

## Obres
- Noticia histórico-chronológica de los principales sucesos acontecidos en la Ciudad y Reino de Valencia en el año 1779 (1779): primera obra que publicà.
- Disertación, o carta satisfactoria en respuesta de la publicada por D. Damián Marón y Rama... (1779)
- Carta scrita a l’abat Dn. Manuel Lassala per un car parent seu de sa pàtria (1782)
- Lloances a la Reial Acadèmia de Belles Arts de Sant Carles (1784)
- Métricas y sencillas expresiones, con que para el día que celebró la distribución de premios, y publicación de sus Actas en este último trienio la Real Academia de las Nobles Artes, Pintura, Escultura y Arquitectura... (1784)
- Catalogo y descripció dels pardals de l’Albufera de Valencia (1795): el qual és un referent d’història natural valenciana encara avui en dia.
- Catalogo dels peixos, ques crien, e peixquen en lo mar de Valencia (1802)
- Tratado histórico-apologético por las mugeres emparedadas (1885)

- Valencia Antigua y Moderna (1923): obra cabdal en la qual es recullen dades sobre la ciutat. Va ser escrita per l’autor valencià a finals del segle xviii i publicada de manera pòstuma fa gairebé cent anys a càrrec d’Acción Bibliográfica Valenciana. L'edició d’aquesta obra va ser excepcional: se'n va fer un tiratge molt reduït. Segons Sanchis Guarner, es tracta d’una de les joies més valuoses de l'erudició valenciana, perquè es tracta d’una guia de places i carrers de la ciutat disposada de manera alfabètica en la qual, encara que fou escrita en llengua castellana, l’autor no para de fer apunts ortogràfics i de donar arguments a favor de les seves ideologies lingüístiques de manera implícita entre la descripció dels noms dels carrers.

- Biografía pictórica valentina o Vida de los pintores, arquitectos, escultores, y grabadores valencianos (1930-36, 1967): altra obra cabdal en la qual parla de manera biogràfica sobre nombrosos pintors, escultors i arquitectes que contribuïren artísticament al Regne de València. Fou publicada l’any 1936 pel Ministeri d’Instrucció Pública amb Xavier de Salas com a encarregat de l'estudi preliminar i de la posterior publicació. Així doncs, cap de les dues obres foren publicades en l’època de l’autor.